# Nesotragus moschatus
Nesotragus moschatus is een zoogdier uit de familie van de holhoornigen (Bovidae). De wetenschappelijke naam van de soort werd voor het eerst geldig gepubliceerd door Von Dueben in 1846.

## Voorkomen
De soort komt voor in Kenia, Malawi, Mozambique, Zuid-Afrika, Tanzania en Zimbabwe.